# Odontophrynus monachus
Espèce
Odontophrynus monachus est une espèce d'amphibiens de la famille des Odontophrynidae.

## Répartition
Cette espèce est endémique du Minas Gerais Au Brésil. Elle se rencontre à 1 350 m d'altitude à São Roque de Minas dans le parc national de la Serra da Canastra.

## Publication originale
- Caramaschi & Napoli, 2012 : Taxonomic revision of the Odontophrynus cultripes species group, with description of a new related species (Anura, Cycloramphidae). Zootaxa, no 3155, p. 1-20.